# Théophile-Jules Pelouze
Théophile-Jules Pelouze, född den 26 februari 1807 i Valognes, död den 31 maj 1867 i Bellevue, var en fransk kemist. Han var son till Edmond Pelouze.
Pelouze var en tid medhjälpare åt Gay-Lussac och 1830-1831 professor i kemi i Lille. Han verkade därefter mest i Paris, vid polytekniska skolan och vid Collège de France, var därjämte myntproberare och från 1848 president i myntkommissionen. Pelouze blev ledamot av franska vetenskapsakademien 1837 samt korresponderande ledamot av preussiska vetenskapsakademien 1851 och av ryska vetenskapsakademien 1856. Han utförde, delvis i gemenskap med Justus von Liebig och Edmond Frémy, ett stort antal undersökningar inom både den oorganiska och den organiska kemins område. Tillsammans med Frémy utgav han Traité de chimie générale, analytique, industrielie et agricole (1849-1850; 3:e upplagan 1862-1865). Hans namn tillhör de 72 som är ingraverade på Eiffeltornet.